# Ophisaurus wegneri
Ophisaurus wegneri là một loài thằn lằn trong họ Anguidae. Loài này được Mertens mô tả khoa học đầu tiên năm 1959.